# 凍脹

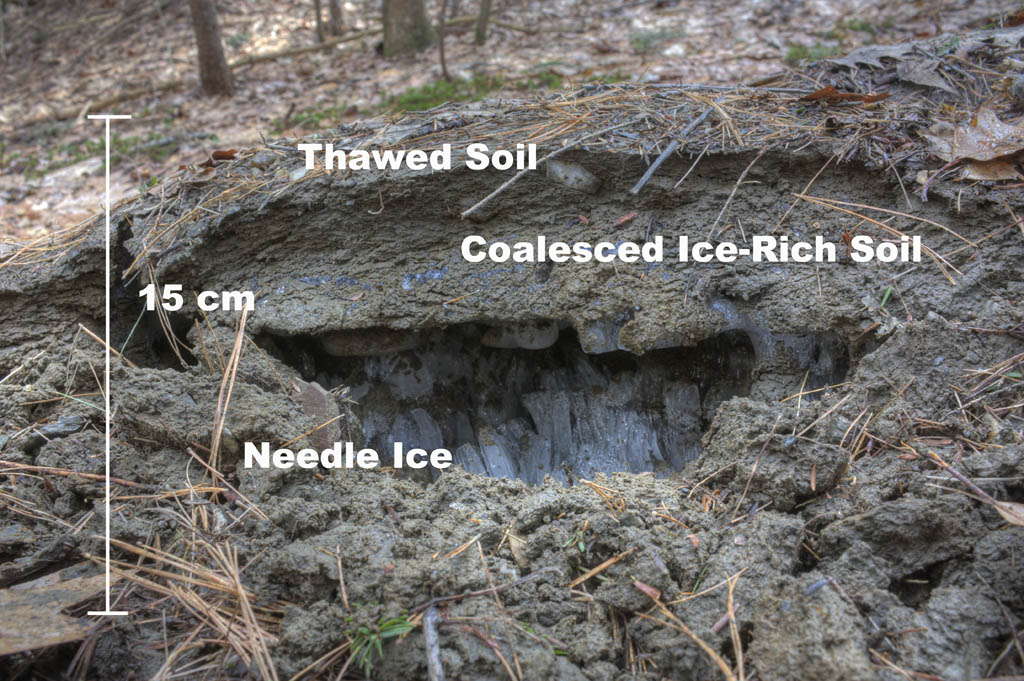
春季解凍期間凍脹的分解。 一個6 英寸高的凍脹去除土壤後露出（從下到上）：
• 冰針，從下面多孔土壤的地下水中擠出冰凍而成
• 經過凍融的凝聚土壤
• 在頂部解凍的土壤。
照片於 2010 年 3 月 21 日在Norwich, Vermont

凍脹（英語：Frost heaving）是指當水向上進入到土壤中的冰凍溫度深度時，就結冰引起土壤向上膨脹。冰的生長需要供水，由土壤中的毛細作用將水輸送。由於上覆土壤的重量，限制了冰的向上生長，就在土壤內形成一個透鏡狀冰區域。這些冰透鏡的形成能讓土壤，上升高達 1 英尺（0.30 米）或更多。土壤必須有足夠的孔隙度讓水性通過毛細管作用上升，但孔隙度又不能太高到破壞毛細管的連續性。這種土壤被稱為“易凍層”的土壤。冰透鏡的生長能不斷消耗在冰凍前沿的上升水。不同的凍脹會導致路面開裂——導致春季坑洼的形成——並損壞建築地基。
冰針是在結冰季節開始時發生的凍脹，此時冰凍尚未深入土壤，沒有土壤覆蓋層可以作為凍脹。